# Excentrisk anomali
Excentrisk anomali, betecknas: E (för en planet:) vinkel mellan perihelium och planetens position projicerad på en cirkel med samma radie och samma centrum som halva storaxeln för banellipsen mätt i banellipsens origo.
Den excentriska anomalin är relaterad till medelanomalin genom Keplers ekvation:
{\displaystyle M=E-e\cdot \sin E}
där {\displaystyle e\,\!} är banans excentricitet och {\displaystyle M\,\!} är planetens medelanomali.  Denna ekvation saknar en sluten lösning för {\displaystyle E\,\!} för givna {\displaystyle M\,\!} och {\displaystyle e\,\!}. Ekvationen löses i praktiken med en numerisk iterativ metod, till exempel Newton-Raphsons metod. Om {\displaystyle e\,\!} är litet kan istället en trunkerad serieutveckling användas:
{\displaystyle {\begin{matrix}E=M+e\cdot \sin M+{\frac {e^{2}}{2!\cdot 2}}(2\sin 2M)+{\frac {e^{3}}{3!\cdot 2^{2}}}(3^{2}\sin 3M-3\sin M)+{\frac {e^{4}}{4!\cdot 2^{3}}}(4^{3}\sin 4M-4\cdot 2^{3}sin2M)+....\end{matrix}}}

Den excentriska anomalin för punkten P är vinkeln E. Ellipsens mittpunkt ligger i C och dess brännpunkt (fokus) i F. Den radiella positionsvektorn r utgår från brännpunkten F, inte från ellipsens centrum C. Storaxelns hjälpcirkel har radien a; lillaxelns hjälpcirkel har radien b. Den sanna anomalin betecknas i denna figur med men brukar ofta också betecknas med

När den excentriska anomalin har beräknats kan man ur detta beräkna den sanna anomalin, {\displaystyle \nu \,\!}:
{\displaystyle \nu =2\cdot \tan ^{-1}\left({\sqrt {\frac {1+e}{1-e}}}\cdot \tan {\frac {E}{2}}\right)}
och man kan också beräkna planetens avstånd {\displaystyle r\,\!} från centralkroppen (solen):
{\displaystyle r=a\left(1-e\cdot \cos {E}\right)}
Excentrisk anomali kan även användas för en satellits rörelse runt jorden, eller för en godtycklig himlakropps rörelse runt en annan betydligt större centralkropp.